# درخشش زادگاه
«درخشش زادگاه» (به انگلیسی: Hometown Glory) اولین تک‌آهنگ از ادل'و از اولین آلبوم وی ۱۹ است که در ۲۲ اکتبر ۲۰۰۷ منتشر شد. این ترانه دوباره به عنوان چهارمین تک‌آهنگ وی منتشر شد. ادل این ترانه را ده دقیقه بعد از اینکه راضی شد وست نورود (در لندن) را به خاطر دانشگاه ترک کند نوشت.